# زرقاوه (قوبا)
زرقاوه (به لاتین: Zərqava) یک منطقه مسکونی در جمهوری آذربایجان است که در شهرستان قوبا واقع شده است. زرقاوه ۱۴۱۸ نفر جمعیت دارد.

## ریشه واژه
زر در زبان تاتی قفقاز به‌معنی جامه درویشان و آو یا اُو همان آب در زبان فارسی است.